# Aetijevci
Aetijevci (tudi anomejci) je bila skrajna arijanska sekta, ki jo je vodil Aetij. Trdili so, da Sin in Bog Oče nista niti malo podobna drug drugemu.